# Potamyia straminea
Potamyia straminea är en nattsländeart som först beskrevs av Mclachlan 1875.  Potamyia straminea ingår i släktet Potamyia och familjen ryssjenattsländor. Inga underarter finns listade i Catalogue of Life.